# Adiós Compay Gato
Adiós Compay Gato è una canzone composta dal cantautore e chitarrista Ñico Saquito  e Maximiliano Sanchez nel 1940 e incisa con il nome di Los Guaracheros de Oriente.
Altri artisti come Ignacio Sanabria e la sua orchestra hanno realizzato versioni famose della canzone.

## Testo e significato
Cuantas veces me ha dicho

El muy sinvergüenza

de mi compay

Y lo voy a matar!

¿Por qué?

Por decirme gato

Aquí hay gato encerrado

Y ahora mismo en el acto

te lo voy a explicar:

El gato caza el ratón

El ratón se come el queso

El queso lo da la leche

La leche la da la vaca

La vaca tiene dos cuernos

tu ve? Ay Lo mato, Ay ay Lo mato»
(Ñico Saquito)
Questa guaracha è molto scherzosa .